# Gmina Rudnik (Powiat Raciborski)
Die Gmina Rudnik ist eine Landgemeinde im Powiat Raciborski der Woiwodschaft Schlesien in Polen. Ihr Sitz ist das gleichnamige Dorf (deutsch Rudnik) mit etwa 900 Einwohnern.

## Geographie
Die Landgemeinde grenzt im Norden an die Woiwodschaft Opole (Oppeln). Ihre Nachbargemeinden sind Baborów, Cisek, Kuźnia Raciborska, Nędza, Pietrowice Wielkie, Polska Cerekiew und die Kreisstadt Racibórz (Ratibor).
Die Gemeinde hat eine Fläche von 73,9 km², davon werden 85 % land- und 7 % forstwirtschaftlich genutzt.

## Geschichte
Die Gemeinde besteht seit 1973 und gehörte von 1975 bis 1998 zur Woiwodschaft Kattowitz.
Nach einer positiven Abstimmung im März 2016 plant die Landgemeinde, zweisprachige Ortsbezeichnungen einzuführen. Das Dorf Łubowice mit dem Eichendorffzentrum trägt schon den amtlichen deutschen Namen Lubowitz.

## Gliederung
Die Landgemeinde Rudnik gliedert sich in folgende Dörfer mit einem Schulzenamt:
- Brzeźnica (Bresnitz; 1936–1945 Eichendorffmühl)
- Czerwięcice (Czerwentzütz;  1936–1945 Rotental)
- Gamów (Gammau)
- Grzegorzowice (Gregorsdorf)
- Jastrzębie (Habicht)
- Lasaki (Lassoky 1936–1945 Weidenmoor O.S.)
- Ligota Książęca (Herzoglich Ellguth)
- Łubowice (amtlich deutsch Lubowitz)
- Modzurów (Mosurau; 1937–1945 Mosern)'
- Ponięcice (Ponientzütz; 1936–1945 Rittersdorf)
- Rudnik (Rudnik; 1936–1945 Herrenkirch)
- Sławików (Slawikau; 1936–1945: Bergkirch)
- Strzybnik (Silberkopf)
- Szonowice (Schonowitz; 1936–1945 Schondorf)

Kleinere Siedlungen sind Dolędzin (Dollendzin; 1936–1945 Ludwigstal O.S.) und Folwark.

## Bevölkerung
Bis heute leben drei Bevölkerungsgruppen in der Gemeinde: Polen, Deutsche und Schlesier.
| Sprachen     | 2002   | 2002   | 2012   | 2012   |
| Sprachen     | Anzahl | Anteil | Anzahl | Anteil |
| Polnisch     | 3054   | 56,9 % |        |        |
| Deutsch      | 722    | 13,4 % | 1104   | >20 %* |
| Schlesisch   | 550    | 10,2 % |        |        |
| keine Angabe | 1026   | 19,1 % |        |        |

* Die Ergebnisse der Volkszählung von 2011 wurden mehrfach korrigiert, in der Gemeinde sollen nun aber mehr als 20 Prozent Deutsche leben. Damit könnte die Gemeinde die im polnischen Minderheitenrecht verbürgten Rechte wie zweisprachige Ortsschilder einführen.